# Kamishichiken-dōri
Le Kamishichiken-dōri (上七軒通, Kamishichiken-dōri) est une voie du nord de Kyoto, dans l'arrondissement de Kamigyō. Orientée est-ouest, mais d'une orientation légèrement diagonale, elle débute au Shichihonmatsu-dōri (ja) et à l'Imadegawa-dōri et termine à l'Onmae-dōri (en) et à l'Itsutsuji-dōri. 

## Description

### Situation
Le Kamishichiken-dōri est une rue de l'extrême nord-ouest de l'arrondissement de Kamigyō. Elle débute dans le quartier de Bishamon-chō (毘沙門町) et termine dans ceux de Shakenagaya-chō (社家長屋町) et de Toriimae-chō (鳥居前町),. Elle commence au Shichihonmatsu-dōri (ja) (七本松通), à l'est, et à l'Imadegawa-dōri (今出川通), au sud, et termine à l'Onmae-dōri (en) (御前通), à l'ouest, et à l'Itsutsuji-dōri (五辻通), au nord. La rue est légèrement orientée vers le nord et rejoint le sanctuaire shinto majeur Kitano Tenman-gū.
La rue fait presque 400 mètres. La circulation se fait en sens unique de l'est vers l'ouest.

### Voies rencontrées
Du nord au sud (N), et d'ouest en est (E), en commençant par les voies orientées nord-sud. Les voies rencontrées de la droite sont mentionnées par (d), tandis que celles rencontrées de la gauche, par (g). Seules les rues ayant un nom sont listées.
1. Shichihonmatsu-dōri (ja) (七本松通) (N)[3]
2. Imadegawa-dōri (今出川通) (E)[3]
3. Onmae-dōri (en) (御前通) (N)[3]
4. Itsutsuji-dōri (五辻通) (E)[3]

### Transports en commun
Les bus du réseau d'autobus de Kyoto (ja) ne circulent pas sur la rue. Cependant, les arrêts Kamishichiken (上七軒, lignes 10, 50, 51, 52, 55 et 203) et Kitano Tenmangū-mae (北野天満宮前, lignes 10, 50, 51, 52, 55 et 203) sont tout près, sur Imadegawa,.

## Odonymie
La rue porte le nom du Kamishichiken, qu'elle traverse d'est en ouest. L'adoption du nom est relativement récent, principalement pour reconnaître le quartier qu'il traverse et ainsi augmenter le tourisme. 

## Histoire
La rue fait partie d'un ancien tronçon de l'Imadegawa-dōri (今出川通), mais avec le développement résidentiel du secteur, l'Imadegawa-dōri a plutôt été élargi au sud où une chaussée plus large avait été ouverte. Cette configuration date d'au moins 1892, à l'époque où Imadegawa terminait à Onmae. Vers 1929, des plans ont été élaborés pour allonger Imadegawa-dōri vers les nouveaux établissements urbains à l'ouest, et une route plus large est ouverte au sud, la première section à l'ouest d'Onmae ouvrant avant 1935, et la section entre Onmae et Shichihonmatsu ouvrant avant 1951. À ce moment-là, la rue ne portait pas encore le nom Kamishichiken-dōri.
En 2013, la rue est entièrement rénovée dans le cadre d'un projet de renouveau municipal, avec notamment une chaussée de pierres et des câbles de haute tension enfouis.

## Patrimoine et lieux d'intérêt
La rue traverse d'est en ouest le Kamishichiken (上七軒), un hanamachi, un type de quartier chaud où se trouvent des geishas, le premier du type dans la vieille capitale. Il ouvre durant l'époque de Muromachi (1333-1573) et s'est développé durant l'époque Azuchi Momoyama (1573-1603), sous l'impulsion de Toyotomi Hideyoshi, atteignant jusqu'à 50 maisons de thé. Au XXIe siècle, l'activité a beaucoup diminué, et peu de geishas restent, mais le quartier est principalement devenu touristique, avec de nombreuses boutiques et attraits,.
On trouve de nombreuses maisons de ville traditionnelles sur la rue, qui se trouve aussi dans le Nishijin (西陣), la région textile de la ville. La rue termine devant le Kitano Tenman-gū (北野天満宮), l'un des plus importants sanctuaires shinto du pays. On trouve sur la rue un bureau de poste établi dans une maison historique, ainsi que le temple bouddhiste Saihōni-ji (西方尼寺).

Quelques lieux d'intérêts
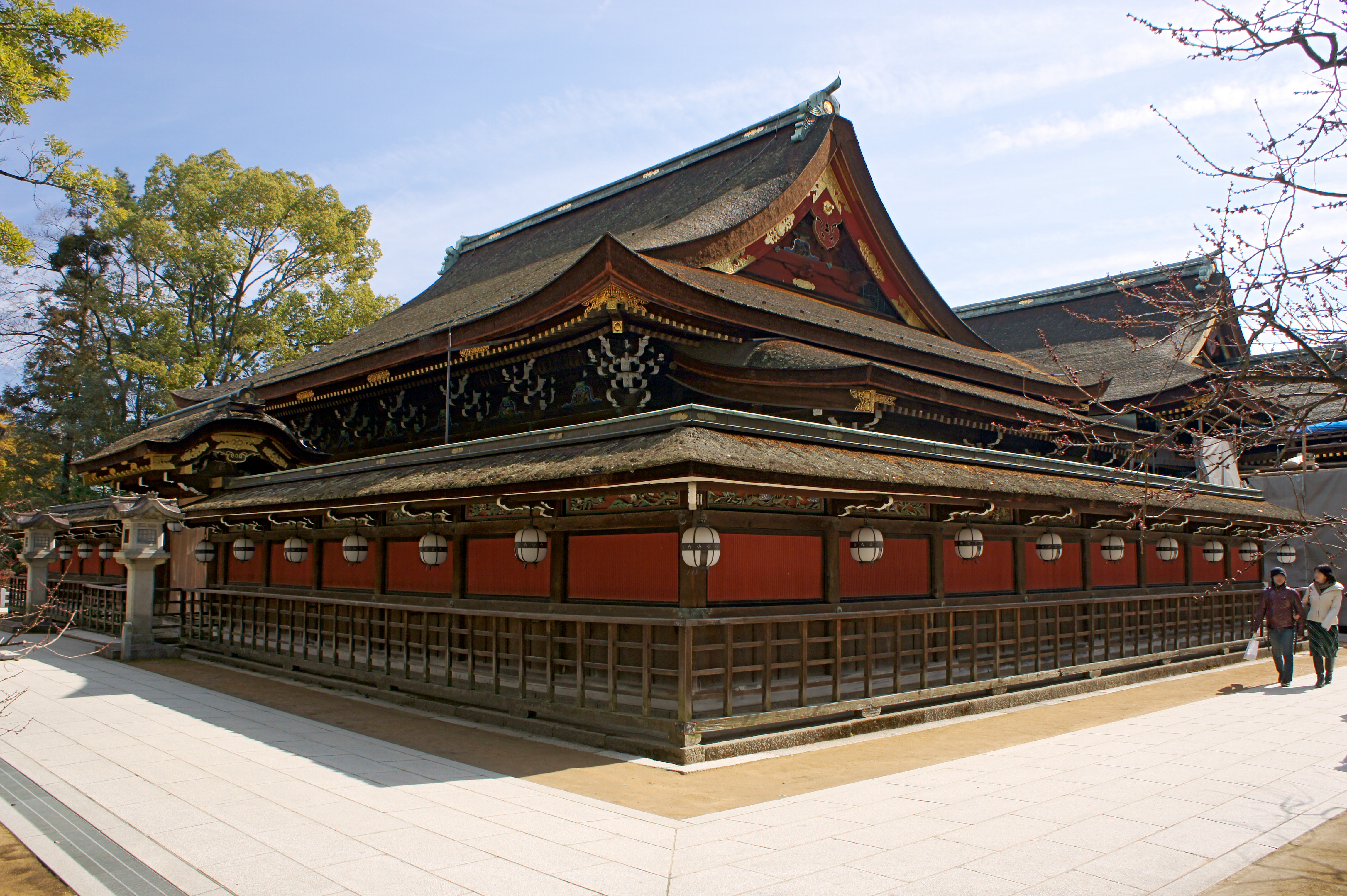
Bâtiment principal du Kitano Tenman-gū
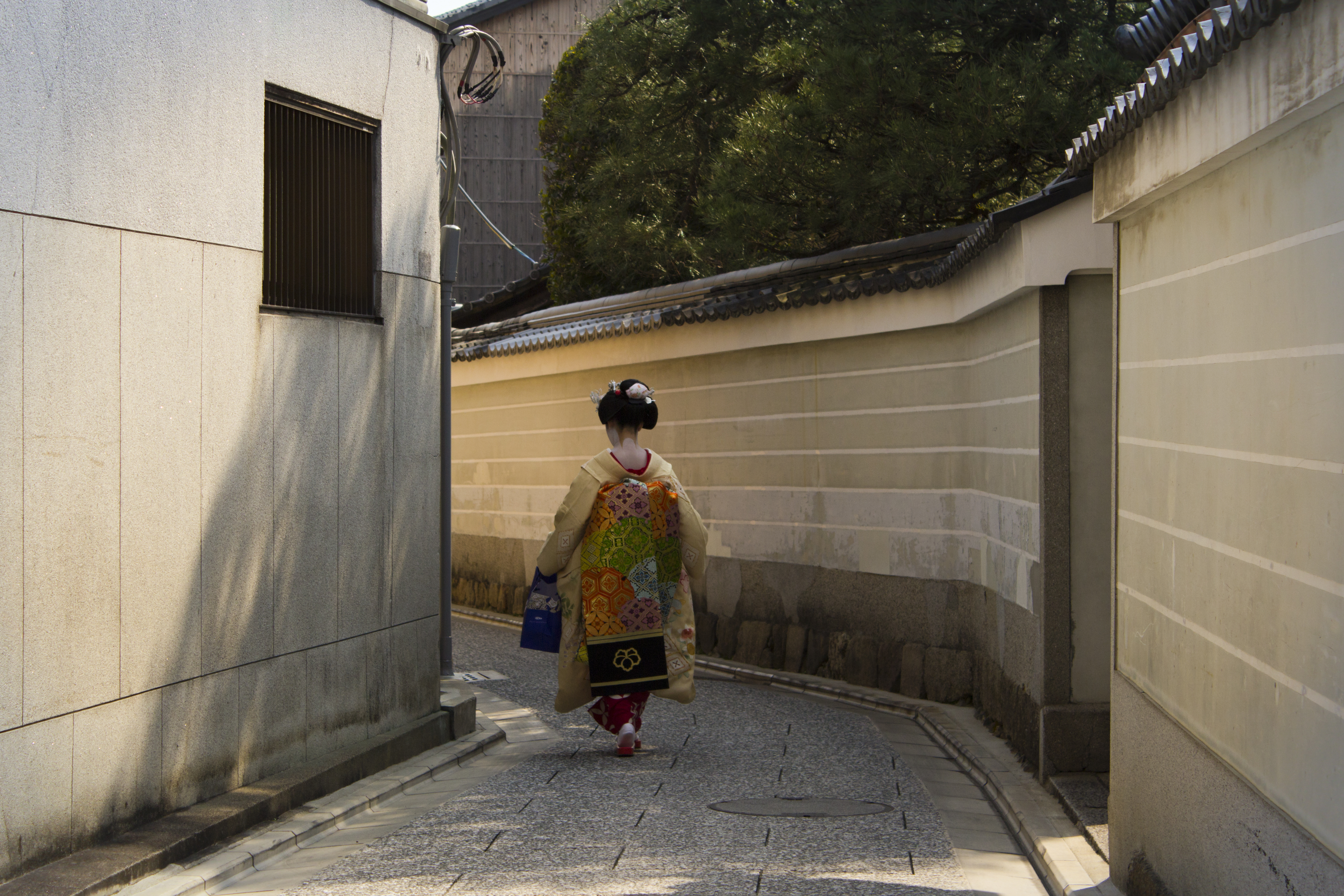
Geisha sur une ruelle de Kamishichiken